# Човекът, който знаеше твърде малко
„Човекът, който знаеше твърде малко“ (на английски: The Man Who Knew Too Little) е шпионска комедия от 1997 г. на режисьора Джон Еймъл, по сценарий на Робърт Фарар и Хауърд Франклин, и участват Бил Мъри, Питър Галахър, Джоан Уоли, Ричард Уилсън и Алфред Молина. Филмът е базиран на романа Watch That Man на Фарар от 1997 г. и заглавието е пародия на филмите „Човекът, който знаеше твърде много“ на режисьора Алфред Хичкок през 1934 г. и 1956 г.